# Tadeusz Zastawnik
Tadeusz Zastawnik (ur. 16 marca 1922 w Trzebini, zm. 20 stycznia 2012 w Warszawie) – polski inżynier, ekonomista i menedżer. W latach 1952–1957 poseł na Sejm; 1962–1975 dyrektor naczelny KGHM; 1975-1979 dyrektor generalny Ministerstwa Przemysłu Ciężkiego oraz podsekretarz stanu w Ministerstwie Energetyki i Energii Atomowej.

## Życiorys
Uczęszczał do gimnazjum w Chrzanowie, a po zdaniu matury rozpoczął naukę w Państwowej Szkole Przemysłowej w Krakowie. W chwili wybuchu wojny, w 1939, pracował w kopalni węgla kamiennego w Sierszy, jako robotnik dołowy. Po wojnie urlopowany i skierowany do Śląskich Technicznych Zakładów Naukowych w Katowicach, gdzie uzyskał dyplom technika. Od 15 września 1948 roku rozpoczął pracę w Zjednoczeniu Przemysłu Metali Nieżelaznych w Katowicach i pracował na różnych stanowiskach do 1975 roku: 1951–1953 główny inżynier w kopalni „Konrad” w Iwinach, 1953–1958 dyrektor naczelny w Centralnym Zarządzie Kopalnictwa Rud w Katowicach. Równolegle studiował: ukończył studia inżynierskie na wydziale inżynierii budownictwa lądowego Politechniki Śląskiej w Gliwicach (1952) oraz ekonomii na Wyższej Szkole Ekonomicznej w Katowicach (1964). W roku 1968 uzyskał doktorat nauk ekonomicznych na Wyższej Szkole Ekonomicznej we Wrocławiu.
W latach 1952–1956 był posłem na Sejm ziemi bolesławieckiej, a w połowie lat 50. XX w. dyrektorem Zjednoczenia Górniczo-Hutniczego Metali Nieżelaznych. W latach 1962–1975 był dyrektorem naczelnym KGHM. W latach 1975–1979 pełnił funkcje: dyrektora generalnego Ministerstwa Przemysłu Ciężkiego oraz podsekretarza stanu w Ministerstwie Energetyki i Energii Atomowej. W latach 1986–1990 był dyrektorem Zakładów Badawczych i Projektowych Miedzi 'Cuprum' we Wrocławiu.
Pochowany został na Starych Powązkach.

## Upamiętnienia
- 2012 - nadanie imienia skwerowi i odsłonięcie tablicy Tadeusza Zastawnika w Lubinie[3]
- 2013 - odsłonięto tablicę pamiątkową na szybie SW4 w Łagoszowie z okazji nadania imienia Tadeusza Zastawnika szybowi SW4 kopalni Polkowice-Sieroszowice[4]
- Od 13 grudnia 2020 roku na trasie Wrocław Główny - Zielona Góra Główna kursuje pociąg KD Sprinter Tadeusz Zastawnik[5]

## Nagrody i wyróżnienia
- Złoty Krzyż Zasługi,
- Nagroda Państwowa I stopnia (1972) – wraz z zespołem za wdrożenie wysokowydajnych systemów eksploatacji złóż rud miedzi,
- Krzyż Kawalerski Orderu Odrodzenia Polski – za uruchomienie KGHM[6],
- honorowy obywatel miasta Lubina (1975)[7]
- honorowy członek Stowarzyszenia Inżynierów i Techników Górnictw (SITG)[8].

## Linkowania zewnętrzne
- "Tadeusz Zastawnik - człowiek Polskiej Miedzi", youtube.com